# Ilhéu da Baleia
Ilhéu da Baleia ist eine unbewohnte Insel an der Nordwestspitze der Azoreninsel Graciosa in unmittelbarer Nähe des Leuchtturms Farol da Ponta da Barca. Die einem gestrandeten Wal ähnelnde und sich steil aus dem Meer erhebende Felseninsel bietet zahlreichen Meeresvögeln Nistplätze.
Das knapp einen Hektar große Eiland liegt etwa 50 m vor der Küste Graciosas. Es gehört zum Gemeindegebiet von Santa Cruz da Graciosa. Entstanden ist die Insel durch Küstenerosion aus einem Vulkankegel, von dem nur Teile des Schlots übrig geblieben sind. Ihre Oberfläche ist stark zerklüftet
Ilhéu da Baleia wird gemeinsam mit der nahen Kliffküste der Ponta da Barca als Brutplatz verschiedener Meeresvögel von BirdLife International als Important Bird Area PT061 „Ilhéu da Baleia e Ponta da Barca“ ausgewiesen. Vertreten sind vor allem der Sepiasturmtaucher (Calonectris diomedea), der Barolo-Sturmtaucher (Puffinus baroli) und der Madeirawellenläufer (Oceanodroma castro).